# Бідайицький сільський округ (Жанааркинський район)
Бідайи́цький сільський округ (каз. Бидайық ауылдық округі, рос. Бидайыкский сельский округ) — адміністративна одиниця у складі Жанааркинського району Улитауської області Казахстану. Адміністративний центр — село Бідайик.
Населення — 1429 осіб (2021; 1606 у 2009, 1431 у 1999, 2310 у 1989).
Станом на 1989 рік існувала Бідаїцька сільська рада (села Актайлак, Нове, Оросительне, селища Птицефабрика, 69 км, 82 км). 2007 року було ліквідовано селища Роз'їзд 82.

## Склад
До складу округу входять такі населені пункти:
| Населений пункт              | Населення, осіб (1989) | Населення, осіб (1999) | Населення, осіб (2009) | Населення, осіб (2021) |
| ---------------------------- | ---------------------- | ---------------------- | ---------------------- | ---------------------- |
| Актайлак, село               | 358                    | 67                     | 389                    | 330                    |
| Бідайик, село                | 876                    | 1094                   | 988                    | 912                    |
| Карамола, село               | 170                    | 69                     | 49                     | 39                     |
| Птицефабрика, село           | 693                    | -                      | -                      | -                      |
| Роз'їзд 69, станційне селище | 179                    | 171                    | 180                    | 148                    |
| Роз'їзд 82, станційне селище | 34                     | 30                     | -                      | -                      |